# 오광대
오광대(五廣大) 및 야유(野遊)는 경상남도 일대에 분포된 한국가면무극(韓國假面舞劇)의 영남형이라 할 수 있는 것으로, 그 발생지는 낙동강변의 초계(草溪) 밤마리(栗旨)라고 전해진다. 오광대는 밤마리(당시 3백호 가량의 인구) 장터의 대광대(竹廣大)패들에 의해 시작되어 점차 각지로 퍼져서 신반(新反)·의령(宜寧)·진주(晋州)·산청(山淸)·창원(昌原)·통영(統營)·고성(固城)·진동(鎭東)·김해(金海)·가락(駕洛)·수영(水營)·동래(東萊)·부산진(釜山鎭) 등 거의 경남 내륙과 해안선 일대의 각지를 망라하게 되었다. 이러한 분포는 초계 밤마리 대광대패가 각지로 순회 공연을 하였거나 또는 밤마리 장터에서 보고 간 사람들이 제각기 자기 고장에서 시작한 것으로 생각된다. 현재 발상지인 밤마리 오광대를 비롯한 여러 지방의 것은 전해지지 않고, 통영오광대 및 고성오광대, 진주오광대·마산오광대만이 전해지고 있다.

## 오광대의 명칭
초계 밤마리에서 시작된 오광대는 수영·동래·부산진 등지에서는 들놀음을 뜻하는 야유(野遊)라 부르고, 기타 지방에서는 모두 오광대라 부른다. 오광대란 이름은 오행설(五行說)에 의거한 '5(五)'로서 가산과 진주, 마산 오광대에서 오방신장무(五方神將舞)가 나오는 것은 그것을 뒷받침한다. 또 이 오방신장에 합치되는 다섯 양반을 만들어 연출하기도 하고, 진주에서는 문둥이광대도 다섯을 등장시키며, 그 문둥이 가면은 오방각색으로 만들어졌고, 통영과 고성의 오광대는 다섯 과장으로 구성되었다. 또 밤마리 오광대는 대광대 죽(竹)방울받기를 비롯한 곡예와 함께 '말뚝이' '비비새(영노)' '중과 각시' '할미·영감·지대각시' '사자' 등의 다섯 가지 놀이장면이 있었다 한다. 

## 오광대의 연출형태
오광대의 연출형태는 다른 가면무극의 경우와 마찬가지로 춤이 주가 되고, 재담(才談：臺詞)과 노래(唱)와 동작이 곁들여 연기되는 탈춤놀이의 일종이다. 춤은 염불·타령·굿거리 등 민속 음악에 쓰이는 반주곡들에 의하여 추어지지만, 그 음악도 역시 지방적 특색을 나타내고 있다. 오광대와 야유의 춤은 모두 '덧보기춤'이라고 부르며, 특히 '말뚝이춤'같은 것은 건무(健舞)에 가까운 활발한 것이었으나 지방에 따라 후대로 내려오면서 통영이나 고성의 경우처럼 차츰 완만한 춤으로 약화되어 온 것으로 보인다. 오광대의 과장은 통영과 고성 오광대는 다섯 과장으로 구성되어 있고, 그 밖의 지방의 놀이는 5∼7과장으로 지방에 따라 차이가 있는데, 현재 전해지는 것 중 수영야유(水營野遊)와 고성오광대가 비교적 원형에 가깝고, 통영오광대는 근년에 와서 많이 윤색(潤色)된 흔적이 있다. 

## 오광대의 연희
다른 산대놀이가 그러하듯 오광대도 처음에는 종교적 의의에서 연희되었을 것이나 차차 오락적 요소가 우세하여져서 동래야유처럼 '말뚝이 재담'이 주가 되었고, 양반에 대한 조롱은 한국민속가면극 중에서 가장 심하다. 연희의 시기도 처음에는 종교적 의의와 결부된 정월 14일 또는 보름날 밤을 중심으로 행하여졌으나, 나중에는 보다 놀기 좋은 3월 보름과 4월 초의 봄놀이철, 9월의 단풍놀이철로 바뀌어 오락적 연희로 변모되었다. 통영과 고성오광대의 놀이 내용은 다음과 같다. 통영오광대는 1과장 문둥탈, 2과장 풍자(諷刺)탈, 3과장 영노탈, 4과장 농창탈, 5과장 포수탈의 다섯 과장이며, 고성오광대는 1과장 문둥광대, 2과장 오광대, 3과장 승무, 4과장 비비, 5과장 저밀주(제물집, 혹은 작은 어미)의 다섯 과장이다.

## 오광대 탈춤사위
오광대 탈춤사위의 총칭은 덧보기춤이다. 경상도에선 팔만 벌리면 춤이 된다는 말이 있듯이, 일반적인 춤사위까지도 덧보기 춤이라고 전하는 배경에는 주 장단을 굿거리 또는 메구치기라고도 하고, 주요 악기가 꽹과리로 되어 있어 누구나 추는 메구춤, 풍물춤(덩더꿍춤) 등이 덧보기로 일컬어지고 있다. 이 춤은 대개 두 가지로 양반이 추는 것과, 문둥이·말뚝이 등의 상놈이 추는 것으로 나누어 볼 수 있다. 그 형태상 ① 베김사위와 ② 몸짓베김사위로 나누어 보는데 일반적으로 어름세→모두베기→허정베기→(깨끔질)→좌우사우시(또는 풀이사위)의 순으로 되어 있다. 이 춤의 원력으로선 무릎춤과 어깨춤이 다른 지역의 탈춤보다 강하여 무릎으로부터 멋을 풀어 어깨로 물결쳐 오르는 살풀이춤의 가면무라 볼 수 있다. 

### 베김사위의 종류
모두베기, 발오금춤, 허정거리, 깨끔(발)질, 좌우사우시, 허정거리걸음세, 고개흔듬세, 어깨흔듬세, 어름세(사위), 울러맨사위, 휘둘림세, 앉은어름세, 풀이사위, 오른손베김세, 왼손베김세, 직선사위, 구불사위, 앉은뜀사위, 엎드림사위, 뒤집사위, 길사위. 

### 몸짓베김사위의 종류
문둥이춤, 말뚝이춤, 할미춤, 제대각시춤, 종가집 도령춤, 중춤.등등이 있을까요?

## 참조 자료
- 이 문서에는 다음커뮤니케이션(현 카카오)에서 GFDL 또는 CC-SA 라이선스로 배포한 글로벌 세계대백과사전의 내용을 기초로 작성된 글이 포함되어 있습니다.